# Ingvild Bakkerud
Ingvild Kristiansen Bakkerud (* 9. Juli 1995 in Kongsberg, Norwegen) ist eine norwegische Handballspielerin, die für den dänischen Erstligisten Odense Håndbold aufläuft.

## Karriere

### Im Verein
Bakkerud erlernte das Handballspielen in ihrer Geburtsstadt beim Verein Skrim Kongsberg. Für die Damenmannschaft von Skrim lief die Rückraumspielerin in der höchsten norwegischen Spielklasse auf. Weiterhin gehörte Bakkerud der Beachhandballmannschaft von Skrim Kongsberg an, mit der sie 2014 den EHF Beach Handball Champions Cup gewann. Mit insgesamt 48 Punkten belegte sie den sechsten Platz in der Torschützenliste des Wettbewerbs. Im darauffolgenden Jahr bestieg sie mit Skrim Kongsberg erneut das Siegertreppchen, erhielt diesmal jedoch nur die Bronzemedaille. Mit 135 Punkten wurde sie Torschützenkönigin.
Nachdem Bakkerud zwischenzeitig mit der Hallenhandballmannschaft von Skrim Kongsberg in die zweithöchste norwegische Spielklasse abgestiegen war, schloss sie sich im Jahr 2018 dem dänischen Erstligisten Odense Håndbold an. Mit Odense nahm sie in der Saison 2018/19 an der EHF Champions League teil. Im Viertelfinale schied sie gegen den späteren Pokalgewinner Győri ETO KC aus Ungarn aus. Im Sommer 2020 unterschrieb sie einen Vertrag beim Ligakonkurrenten Herning-Ikast Håndbold, der sich 2022 in Ikast Håndbold umbenannte. Mit Ikast gewann sie 2023 die EHF European League. Im Sommer 2025 kehrte sie zu Odense Håndbold zurück.

### In der Nationalmannschaft
Ingvild Bakkerud bestritt 29 Länderspiele für die norwegische Jugendauswahl, in denen sie 40 Tore warf. Mit dieser Mannschaft gewann sie bei der U-18-Weltmeisterschaft 2012 die Bronzemedaille. Anschließend lief Bakkerud 34-mal für die norwegische Juniorinnenauswahl auf. Bei der U-19-Europameisterschaft 2013 belegte sie den vierten Platz. Zum Abschluss ihrer Juniorinnenlaufbahn belegte sie den neunten Platz bei der U-20-Weltmeisterschaft 2014.
Ingvild Bakkerud wurde im März 2014 erstmals in der norwegischen B-Nationalmannschaft eingesetzt. Am 30. Mai 2018 gab sie ihr Debüt für die norwegische A-Nationalmannschaft. Mit Norwegen belegte sie den vierten Platz bei der Weltmeisterschaft 2019. Im Jahr 2023 errang sie die Silbermedaille bei der Weltmeisterschaft, bei der sie 18 Tore warf. Im Jahr 2024 gewann sie den Titel bei der Europameisterschaft. Im Turnierverlauf erzielte sie 12 Treffer.

## Sonstiges
Ihre Schwester Henriette Bakkerud spielt ebenfalls Handball.